# Christof Seeger
Christof Seeger (* 26. Juli 1973 in Deutschland) ist seit 2005 ein Professor für Periodische Medien für Print- und Online-Märkte im Studiengang Mediapublishing an der Hochschule der Medien (HdM) in Stuttgart. Seit 2015 ist er Studiendekan des Master-Studiengangs „Crossmedia Publishing & Management“, der seit dem Wintersemester 20/21 in den Vertiefungsrichtungen Publishing und Sportkommunikation studiert werden kann.

## Leben
Seeger absolvierte ein Studium der Druckereitechnik an der Fachhochschule für Druck (FHD) in Stuttgart mit den Schwerpunkten Marketing und Management. 2007 absolvierte er einen berufsbegleitenden Lehrgang zum Journalisten. Er war danach mehrere Jahre Verlagsleiter und Geschäftsführer eines mittelständischen Zeitungsverlages.
Seeger sammelte beim Nachrichtenmagazin Newsweek Auslandserfahrung und war an mehreren Projekten im europäischen Ausland beteiligt. 2004 gründete er eine Unternehmensberatung und hat seither in vielen Verlagsprojekten mitgearbeitet. Für viele Verbände und Organisationen ist er seit vielen Jahren Dozent und Seminarleiter für Medien- und Kommunikationsthemen.
2014 wurde er zum Social-Media-Marketing-Manager und 2015 zum Digital-Marketing-Manager zertifiziert und 2017 schloss er ein Fernstudium zur "Digitalen Musikproduktion" ab.
Im Dezember 2017 wurde Seeger von der Mitgliederversammlung des VfB Stuttgart 1893 e.V. in den neunköpfigen Vereinsbeirat gewählt, in dem er zusammen mit zwei weiteren Beiratskollegen die Säule "Wirtschaft und Gesellschaft" repräsentierte. Im Juli 2021 schied er aus dem Vereinsbeirat aus.

## Arbeit
Seeger hat an der Hochschule der Medien mit Sportkommunikation ein neues Lehr- und Forschungsfeld begründet. Im Master Crossmedia Publishing & Management besteht ab dem Wintersemester 2020/21 die Möglichkeit, in einem Masterstudiengang sich mit den Auswirkungen und Anforderungen der Digitalisierung und der Kommunikation im Bereich des Sports vertiefend zu beschäftigen. Seit 2019 ist er Teil des Instituts für angewandte künstliche Intelligenz an der HdM.
Er erforscht kommunikationswissenschaftlichen Fragestellungen aus dem Medien- und Kommunikationsumfeld mit dem Schwerpunkt Presseverlage und Medienhäuser sowie des Sports. Dabei geht es um Themen der Medienrezeption und der Transformation in das digitale Zeitalter. Er beschäftigt sich intensiv mit der Bedeutung von Medienmarken und der Funktion des Journalismus im Kontext von Social Media.

## Aktivitäten
- seit 2023: Mitglied im Vorstand der Landesanstalt für Kommunikation (LfK) Baden-Württemberg
- seit 2022: Jurymitglied im Veltins Lokalsportpreis
- seit 2019: Gemeinderat (CDU) in Gäufelden
- seit 2018: Beirat bei der Volksbank-Herrenberg-Nagold Rottenburg e.G.
- seit 2018: Mitglied im Landesfachausschuss "Medienpolitik" CDU
- 2017–2021 Mitglied im Vereinsbeirat des VfB Stuttgart 1893 e.V.
- 2013–2019: Mitglied des Aufsichtsrates der Evangelischen Gemeindepresse Stuttgart
- 2006–2016: Landtagszweitkandidat der CDU für den Wahlkreis 6 Leonberg/Herrenberg
- 2008–2012: Stv. Kreisvorsitzender im Kreisverband der CDU-Kreisverbandes Böblingen
- 2006–2008: Beisitzer im Kreisvorstand der CDU-Kreisverbandes Böblingen
- 2003–2007: Mitglied im Stiftungsrat der "ganzheitliche Kinder- und Jugendstiftung", Peiting-Herzogsägmühle

## Werke (Auszug)
- T. Horky, J.-U. Nieland, C. Seeger, (2025). The Toy Department Has Grown Up: The 2021 International Sports Press Survey (ISPS) in Comparison to the 2011 Survey. Journalism and Media, 6(2), 81. doi:10.3390/journalmedia6020081
- C. Seeger, D. Nölleke, A. Wortmann: Nachhaltigkeitskommunikation im Motorsport. UVK, 2024.
- C. Seeger (Hrsg.): KI in der Unternehmenspraxis: Technologie - Recht - Ethik - Use Cases. Schaeffer-Poeschel, 2024.
- C. Seeger, M. Veddern, L. Reszczynski: Meinungsfreiheit im Sport: Verbote und Grenzen für Athlet:innen bei Olympischen Spielen. UVK, 2023.
- C. Seeger, T. Horky, J.-U. Nieland, P. English: Social Media Publishing Strategies of German Newspapers: Content Analysis of Sports Reporting on Social Networks by German Newspapers—Results of the 2021 Social Media International Sports Press Survey. In: Journalism and Media. Band 4, Nr. 2, 2023, S. 599–611.
- T. Chari, T. Horky, J.-U. Nieland, C. Seeger, B. Bigl: Sports in African Print Media: Quality Journalism or Toy Department? A Comparison of the South African Results from the 2011 and 2021 International Sports Press Survey. In: Asian Journal of Sport History & Culture. 2023. doi:10.1080/27690148.2023.2200752
- C. Seeger, O. Pfander: Geisterspiele und Kommerz. Narr Francke Attempto, Tübingen 2022.
- C. Schallhorn, D. Nölleke, P. Sinner, C. Seeger, J.-U. Nieland, T. Horky, K. Mehler: Mediatization in Times of Pandemic: How German Grassroots Sports Clubs Employed Digital Media to Overcome Communication Challenges During COVID-19. In: Communication & Sport. Band 10, Nr. 5, 2022, S. 891–912. doi:10.1177/21674795221109759
- T. Horky, C. Seeger, J.-U. Nieland, D. Nölleke, C. Schallhorn, P. Sinner: Relationship marketing during COVID-19: strategies and processes of communication in German and Austrian sports clubs. In: P. Paul (Hrsg.): Research Handbook on Sport and COVID-19. Edward Elgar Publishing, Cheltenham 2022, S. 154–165.
- C. Seeger: Zukunft der (lokalen) Zeitung. 2021. (hdm-stuttgart.de)
- C. Kienzle, C. Seeger: Instagram-Journalismus für Lokalzeitungen. 2021. (hdm-stuttgart.de)
- A. Fix, C. Seeger: Wer pinnt gewinnt. Narr Francke Attempto, Tübingen 2020.
- C. Seeger, J. Kost: Influencer Marketing. 2. Auflage. utb, Stuttgart 2020.
- C. Seeger, J. Kost: Influencer Marketing. utb, Stuttgart 2018.
- C. Seeger, T. Breyer-Mayländer: Vom Studenten zum Chef. UVK/Lucius 2016.
- C. Seeger (Hrsg.): Fachwissen kompakt Presseverlage Band 4: Entwicklung von Geschäftsmodellen für nutzerfokussierte mobile Zeitungsangebote. Christiani, Konstanz 2014.
- C. Seeger, T. Breyer-Mayländer: Vom Studenten zur erfolgreichen Führungskraft. UVK/Lucius 2013.
- C. Seeger (Hrsg.): Stuttgarter Schriften zur empirischen Medien- und Kommunikationsforschung Bd. 1: Theoretische Ansätze zur Applikationsoptimierung mittels Conjoint-Analyse. Stuttgart 2012.
- C. Seeger (Hrsg.): Fachwissen kompakt Presseverlage Band 3: Social Media und mobiles Internet – Veränderungen im Geschäftsmodell von Zeitungsverlagen. Christiani, Konstanz 2011.
- C. Seeger (Hrsg.): Fachwissen kompakt Presseverlage Band 1: Wirtschaftliche Entwicklung, gestalterische Konzepte und Produktinnovationen von Tageszeitungen. Christiani, Konstanz 2010.
- C. Seeger (Hrsg.): Fachwissen kompakt Presseverlage Band 2: Technische Umsetzung moderner Zeitungsdruckkonzepte. Christiani, Konstanz 2010.
- T. Breyer-Mayländer, C. Seeger: Medienmarketing. Vahlen München 2006.
- C. Seeger In: T. Breyer-Mayländer (Hrsg.): Handbuch des Anzeigengeschäfts – Die kundenorientierte Anzeigenabteilung. ZV, Berlin 2005.
- T. Breyer-Mayländer, C. Seeger: Verlage vor neuen Herausforderungen: Krisenmanagement in der Pressebranche. ZV, Berlin 2004.